# Parapimpla rhenana
Parapimpla rhenana là một loài tò vò trong họ Ichneumonidae.